# Ipomoea perichnoa
Ipomoea perichnoa är en vindeväxtart som beskrevs av Ignatz Urban. Ipomoea perichnoa ingår i släktet praktvindor, och familjen vindeväxter. Inga underarter finns listade i Catalogue of Life.